# Diecéze Khulna
Diecéze Khulna je diecéze římskokatolické církve, nacházející v Bangladéši.

## Území
Diecéze zahrnuje divizi Khulna a okresy Faridpur a Gopalganj v divizi Dháka.
Biskupským sídlem je město Khulna, kde se nachází hlavní chrám katedrála svatého Josefa.
Rozděluje se do 11 farností. K roku 2013 měla 34 921 věřících, 25 diecézních kněží, 18 řeholních kněží, 23 řeholnic a 97 řeholnic.

## Historie
Dne 3. ledna 1952 byla bulou Cum sit usu papeže Pia XII. založena diecéze Jessore, a to z části území arcidiecéze Kalkata a diecéze Krishnagar.
Dne 14. června 1956 získala své současné jméno.

## Seznam biskupů
- Dante Battaglierin, S.X. (1956-1969)
- Michael Atul D'Rozario, C.S.C. (1970-2005)
- Bejoy Nicephorus D'Cruze, O.M.I. (2005-2011)
- James Romen Boiragi (od 2012)